# Campionati austriaci di sci alpino 1979
I Campionati austriaci di sci alpino 1979 si svolsero a Badgastein dal 12 al 19 febbraio; furono assegnati i titoli di discesa libera, slalom gigante, slalom speciale e combinata, sia maschili sia femminili.

## Risultati

### Uomini

#### Discesa libera
| Pos. | Atleta           | Nazione |
| ---- | ---------------- | ------- |
| 1    | Harti Weirather  | Austria |
| 2    | Uli Spieß        | Austria |
| 3    | Werner Grissmann | Austria |

Data: 19 febbraio

Pista: Graukogel

#### Slalom gigante
| Pos. | Atleta              | Nazione |
| ---- | ------------------- | ------- |
| 1    | Christian Orlainsky | Austria |
| 2    | Hans Enn            | Austria |
| 3    | Leonhard Stock      | Austria |

Data: 14 febbraio

Pista: Graukogel

#### Slalom speciale
| Pos. | Atleta         | Nazione |
| ---- | -------------- | ------- |
| 1    | Franz Gruber   | Austria |
| 2    | Leonhard Stock | Austria |
| 3    | Anton Steiner  | Austria |

Data: 13 febbraio

Pista: Graukogel

#### Combinata
| Pos. | Atleta           | Nazione |
| ---- | ---------------- | ------- |
| 1    | Jörg Wirnsberger | Austria |
| 2    | Hans Kirchgasser | Austria |
| 3    | Alfred Steger    | Austria |

Data: 13-19 febbraio

Classifica stilata attraverso i piazzamenti ottenuti
in discesa libera, slalom gigante e slalom speciale

### Donne

#### Discesa libera
| Pos. | Atleta         | Nazione |
| ---- | -------------- | ------- |
| 1    | Cornelia Pröll | Austria |
| 2    | Edith Peter    | Austria |
| 3    | Martina Ellmer | Austria |

Data: 18 febbraio

Pista: Graukogel

#### Slalom gigante
| Pos. | Atleta                | Nazione |
| ---- | --------------------- | ------- |
| 1    | Annemarie Moser-Pröll | Austria |
| 2    | Regina Sackl          | Austria |
| 3    | Lea Sölkner           | Austria |

Data: 13-14 febbraio

Pista: 

#### Slalom speciale
| Pos. | Atleta                | Nazione |
| ---- | --------------------- | ------- |
| 1    | Annemarie Moser-Pröll | Austria |
| 2    | Monika Kaserer        | Austria |
| 3    | Lea Sölkner           | Austria |

Data: 12 febbraio

Piste: Graukogel, Reichebenhang

#### Combinata
| Pos. | Atleta          | Nazione |
| ---- | --------------- | ------- |
| 1    | Elisabeth Kraml | Austria |
| 2    | Martina Ellmer  | Austria |
| 3    | Edith Lindner   | Austria |

Data: 12-18 febbraio

Classifica stilata attraverso i piazzamenti ottenuti
in discesa libera, slalom gigante e slalom speciale